# مارکو باگاریچ
مارکو باگاریچ (انگلیسی: Marko Bagarić؛ زادهٔ ۳۱ دسامبر ۱۹۸۵) بازیکن هندبال اهل کرواسی-قطر است.